# Theon (település)
Theon az Amerikai Egyesült Államok északnyugati részén, Washington állam Asotin megyéjében elhelyezkedő kísértetváros.
Theon postahivatala 1880 és 1909 között működött. A települést 1884-ben alapították; névadója Daniel Theon Welch kereskedő.

## Fordítás
Ez a szócikk részben vagy egészben  a   Theon, Washington című angol Wikipédia-szócikk ezen változatának fordításán alapul.  Az eredeti cikk szerkesztőit annak laptörténete sorolja fel. Ez a jelzés csupán a megfogalmazás eredetét és a szerzői jogokat jelzi, nem szolgál a cikkben szereplő információk forrásmegjelöléseként.